# Heleomyza carolinensis
Heleomyza carolinensis är en tvåvingeart som först beskrevs av Jean-Baptiste Robineau-Desvoidy 1830.  Heleomyza carolinensis ingår i släktet Heleomyza och familjen myllflugor. Inga underarter finns listade i Catalogue of Life.